# Ringelnatter
Die Ringelnatter (Natrix natrix) ist eine Schlangenart aus der Familie der Nattern (Colubridae). Sie ist mit mehreren Unterarten in großen Teilen Europas und Asiens verbreitet. Die Art lebt meist in der Nähe von Gewässern und ernährt sich überwiegend von Amphibien. Wie die anderen (in Mitteleuropa heimischen) Arten der Nattern ist die Ringelnatter für Menschen vollkommen ungefährlich.

## Namensherkunft
Der Name „Ringelnatter“ soll sich auf den „Halsring“ beziehen, der durch die beiden markanten Nackenflecke gebildet wird. Die Fähigkeit der Tiere, sich sehr stark einzuringeln, stellt eine weitere Erklärungsmöglichkeit dar. Ältere, heute kaum noch gebräuchliche Bezeichnungen waren Schwimm-, Wassernatter, Hausschlange, Kuk und Schnake (vgl. engl. snake).

## Merkmale

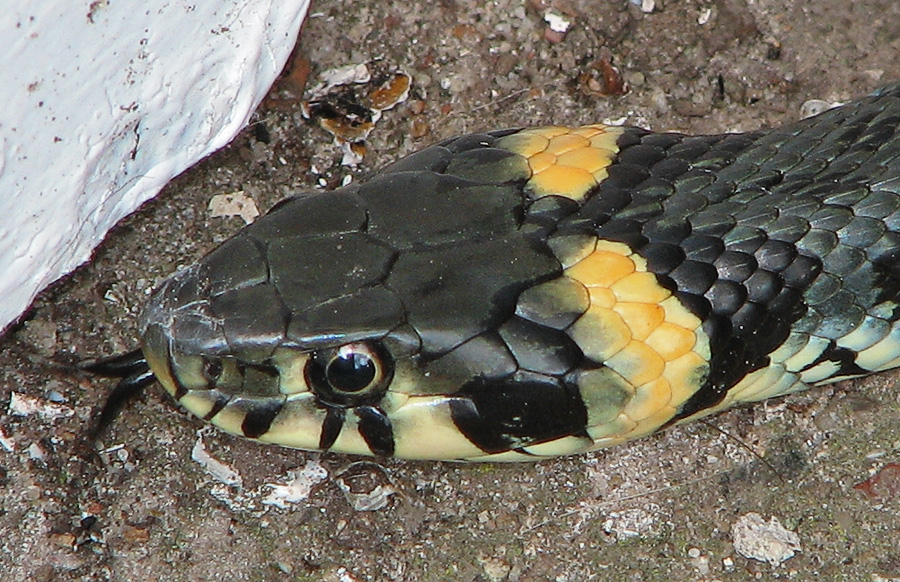
Kopfpartie einer Ringelnatter mit typischer Hinterkopfzeichnung

Ringelnattermännchen erreichen in Deutschland durchschnittlich Gesamtlängen um 75 cm, Weibchen sind mit 85–152 cm deutlich länger. Längen von mehr als 110 cm werden von den Weibchen allerdings nur sehr selten erreicht.
In der Nackenregion befinden sich in der Regel zwei hellgelbe bis kräftig gelbe Flecken, die nach hinten von einem je etwa halbmondförmigen schwarzen Fleck begrenzt werden. Auf der meist grauen, teilweise auch bräunlichen oder grünlichen Oberseite befinden sich oftmals vier bis sechs Reihen kleiner schwarzer Flecken.
Schwärzlinge kommen vor, sie können an typischen Merkmalen der Beschuppung und Beschildung erkannt werden: Die Rückenschuppen der Ringelnatter sind gekielt (im Gegensatz zu denen der ähnlich aussehenden Äskulapnatter), der vor dem Auge liegende Schild (Präoculare) ist ungeteilt. Der Kopf ist oben mit großen Schilden bedeckt und individuell unterschiedlich deutlich (mitunter kaum ausgeprägt) vom Hals bzw. Rumpf abgesetzt. Die Pupillen sind rund.

## Die Barrenringelnatter

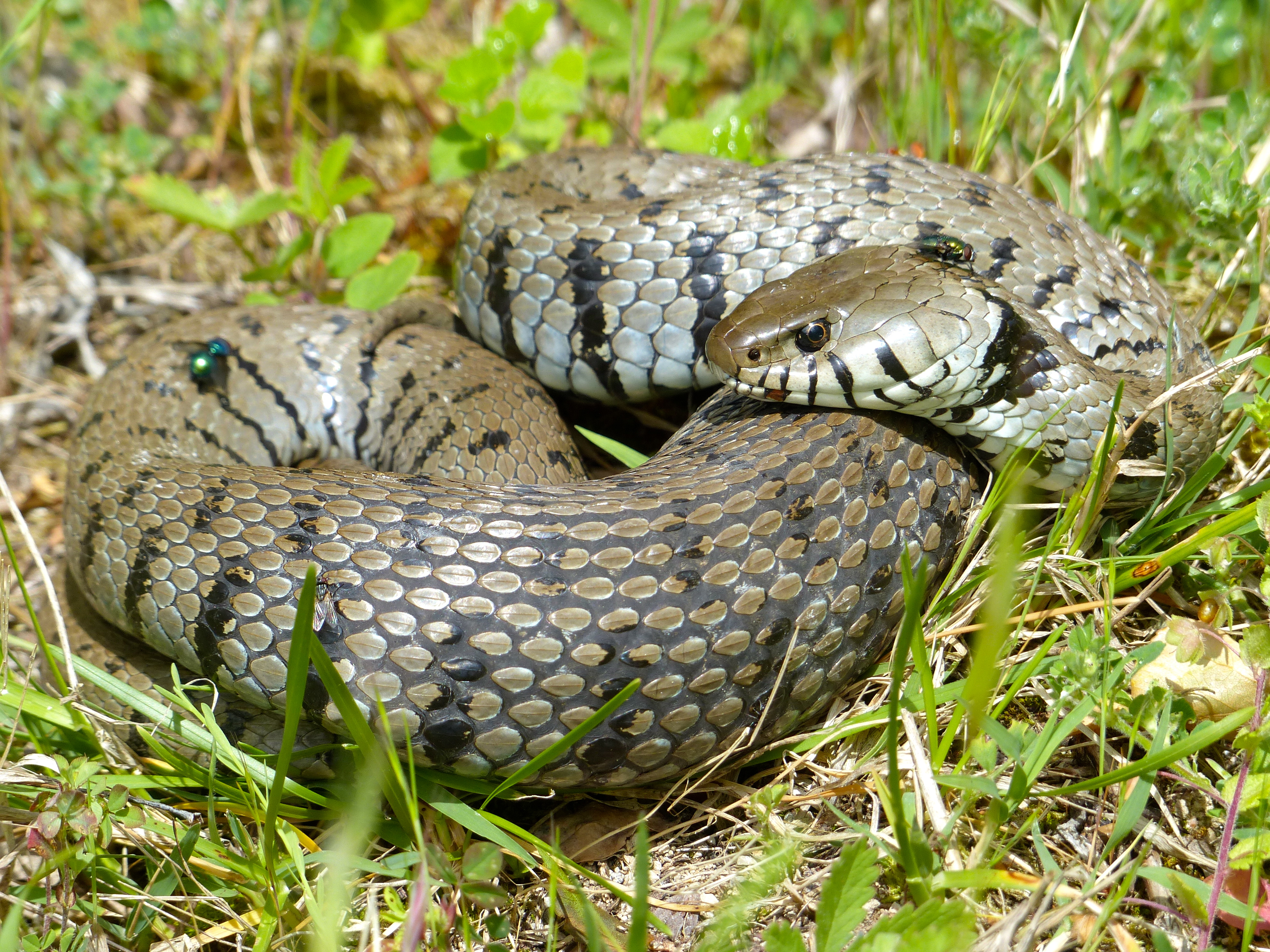
Barrenringelnatter

Die in Westeuropa, Italien und Südwestdeutschland vorkommende Barren-Ringelnatter (N. helvetica, seit 2017 nicht mehr als Unterart der Ringelnatter betrachtet) weist an den Körperseiten je eine Reihe quer gestellter Flecke („Barren“) auf. Ihre Nackenflecken sind oft blasser als bei der im übrigen Deutschland zu findenden Ringelnatter. Zudem treffen sich die hellen Nackenflecken stärker in der Mitte, vor den hellen Flecken befinden sich keine oder nur weniger ausgeprägte schwarze Flecken und die schwarzen Flecken hinter den hellen Nackenflecken sind länger ausgezogen. In Deutschland kommt sie vom westlichen Niedersachsen über das westliche Nordrhein-Westfalen und Mittelhessen bis in das Rhein-Main-Gebiet und die Oberrheinebene vor. Linksrheinisch lebt in Deutschland ausschließlich die Barrenringelnatter, rechtsrheinisch kann es im Gebiet zwischen Mittelhessen und der Grenze zur Schweiz zu Hybridisierungen mit der Ringelnatter kommen, außerdem im Münsterland, Niedersachsen und eventuell Ostfriesland.

## Verbreitung

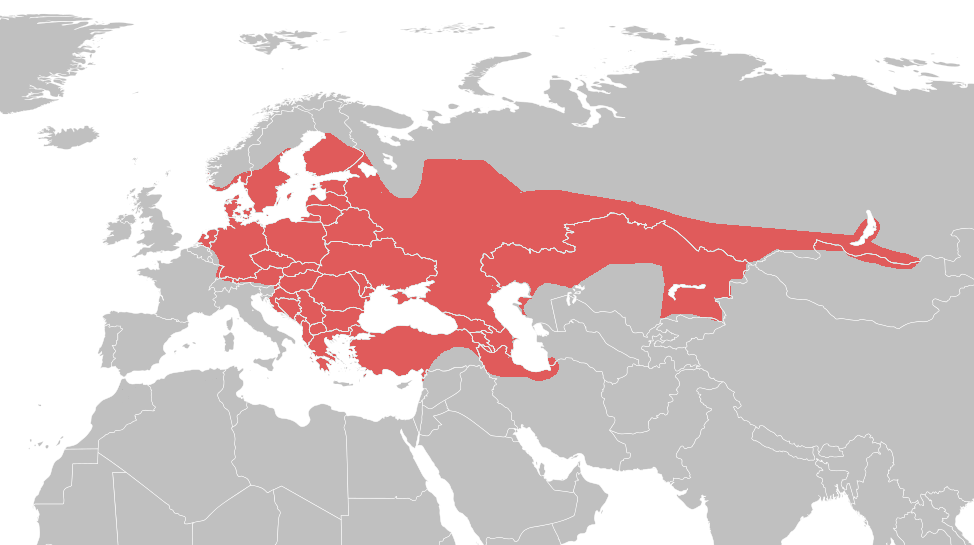
Verbreitungsgebiet der Ringelnatter. Bei den angegebenen Vorkommen in den Niederlanden und Frankreich handelt es sich jedoch um die Barrenringelnatter und nicht die Ringelnatter.

Das Verbreitungsgebiet der Ringelnatter umfasst beinahe ganz Mittel- und Osteuropa, in Asien reicht es bis ins südliche Sibirien und den Mittleren Osten. Auf der Iberischen Halbinsel und im Südwesten Frankreichs wird die Ringelnatter von der Iberischen Ringelnatter abgelöst, im übrigen Frankreich, im Süden von England und in Italien von der Barrenringelnatter, deren Verbreitungsgebiet östlich bis ins deutsche Rheinland reicht. In den Alpen ist die Ringelnatter bis auf 2000 m, gelegentlich auch höher, zu finden. Der Nordrand des Verbreitungsgebiets verläuft über Schweden, Norwegen, Finnland zu den Nordküsten von Ladoga- und Onega-See im europäischen Teil Russlands. Außerhalb Europas reicht das Verbreitungsgebiet bis zum burhatischen Teil der Mongolei etwa 200 km östlich vom Baikalsee. Die Südgrenze verläuft durch die nordwestliche Mongolei, Nord-Xinjiang (China), durch Kasachstan, Turkmenien, den nördlichen Iran bis Syrien und vermutlich den nördlichen Libanon.

## Lebensräume

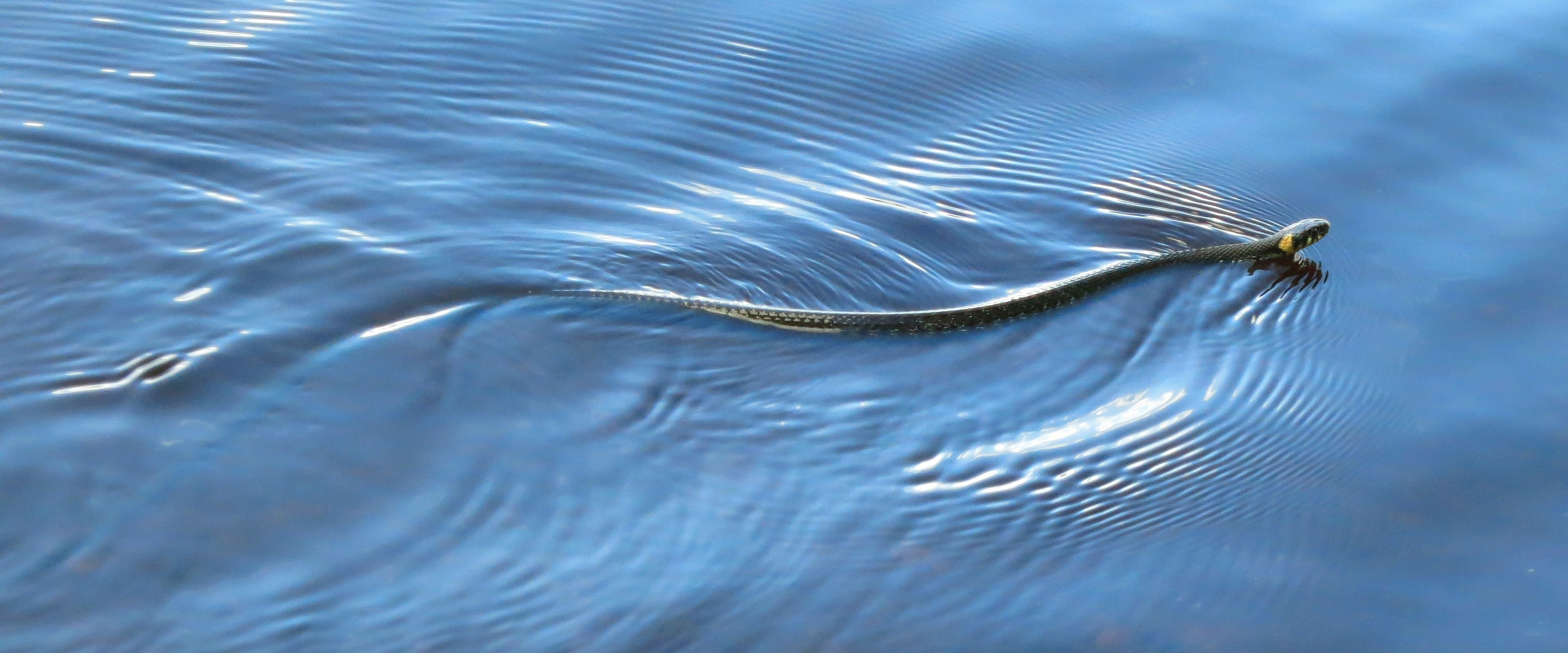
Schwimmende Ringelnatter

Ringelnattern bewohnen ein sehr weites Spektrum offener bis halboffener Habitate. Diese sind durch das Vorhandensein von Gewässern und Biotopmosaiken mit vielfältigen Vegetationsstrukturen gekennzeichnet. Trockene Winterquartiere, Eiablage- und Sonnenplätze sowie Jagdgebiete für die unterschiedlichen Altersklassen liegen teilweise eng nebeneinander, z. T. müssen die Schlangen im Jahreslauf größere Distanzen (> 1 km) überwinden. In solchen Fällen lassen sich im Gesamtlebensraum oft (wie bei einigen Amphibien) getrennte Feucht- (z. B. Sümpfe, Auen) und Landhabitate (Wälder und ihre Ränder, Gärten u. v. m.) ausmachen.
Typische Fundorte sind Bäche, Flüsse, Grabensysteme, Teiche und Seen, Feuchtwiesen, Moore, Sümpfe und deren jeweilige Umgebung. Auch in Laub- und Kiefernwäldern, an Bahndämmen, auf natürlichen (Bergland) und künstlichen (Halden) Hanglagen, Parks und Gärten werden Ringelnattern regelmäßig beobachtet.

## Lebensweise
Ringelnattern sind tagaktive Tiere. Ihre Körpertemperatur regulieren sie über ihr Verhalten, indem sie geeignete temperierte Bereiche wie Sonnen- und Schattenplätze oder das Wasser aufsuchen. Zusätzlich können sie ihre Körperoberfläche gezielt vergrößern (Abflachen beim Sonnen) oder verkleinern (Aufrollen in kühler Umgebung), um den Wärmeaustausch mit der Umgebung zu beeinflussen.
Für eine effektive Thermoregulation sind strukturreiche Lebensräume, die viele unterschiedliche Temperaturen bieten, wichtig. Zeiten ungünstiger Außenbedingungen (Mittagshitze, Winter) verbringen Ringelnattern in geschützten Quartieren.
In Mitteleuropa endet die Überwinterung in der Regel im März oder April. Nach einer Phase des intensiven Sonnens beginnt etwa ab Ende April die Paarungszeit, die Frühjahrshäutung hat dann oftmals schon stattgefunden. Eiablagen erfolgen während des Sommers, der Schlupf von Ende Juli bis zum Herbst.
Bei „normalem“ Witterungsverlauf werden die Winterquartiere meist zwischen Ende September und Mitte Oktober aufgesucht. Als Winterquartier dienen Baue von Kleinsäugern, Hohlräume im Boden, in Felsen oder Bäumen sowie in Mauerwerk, Haufen aus organischen Materialien (Kompost, Mist, Stroh usw.) oder Steinen. Im Quartier wechseln die Schlangen teilweise zwischen verschieden tiefen Bodenschichten und reagieren so auf Änderungen der Außentemperatur.

### Ernährung

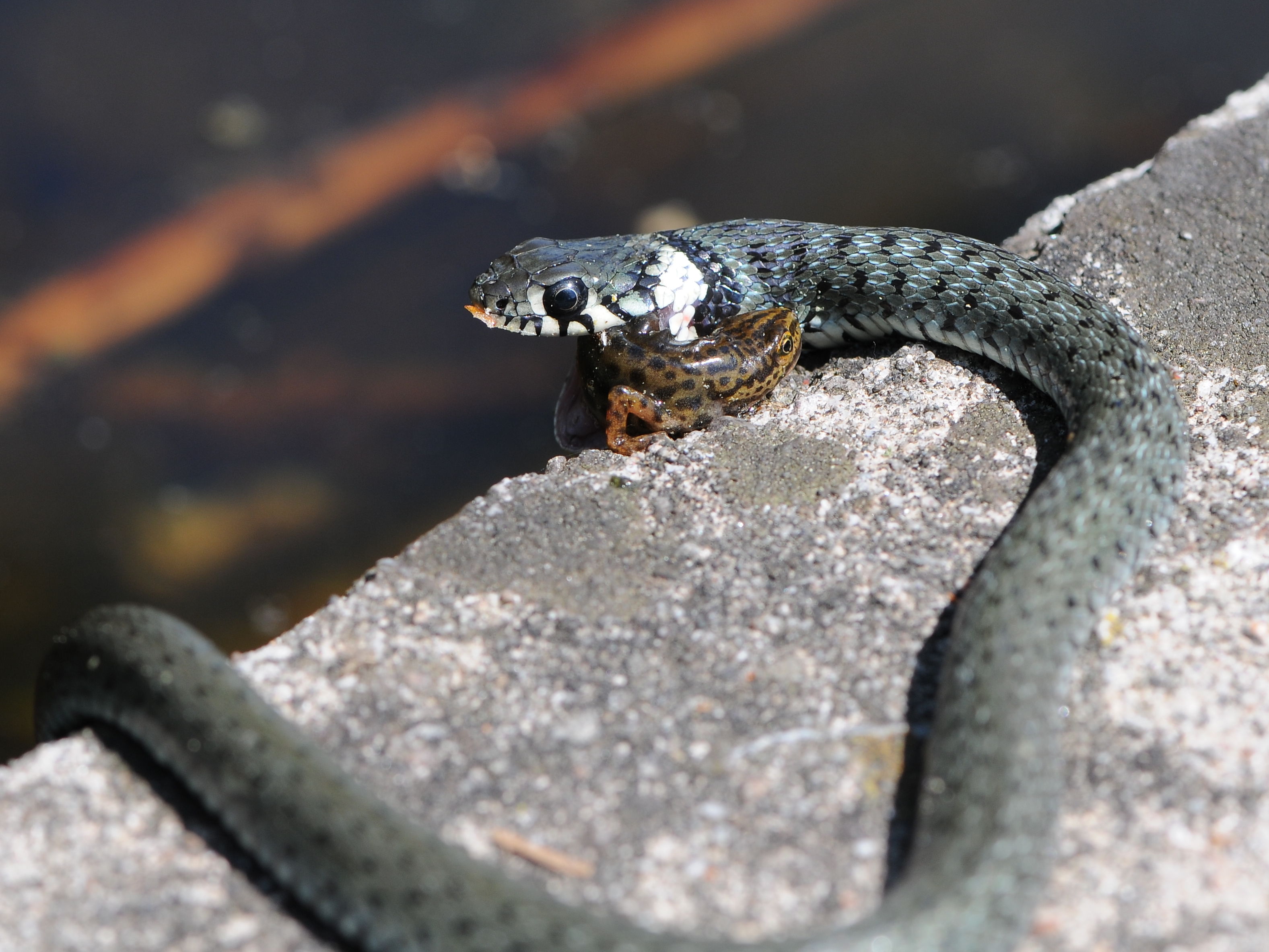
Ringelnatter beim Fressen eines Teichmolches

Ringelnattern ernähren sich überwiegend von Amphibien. Teilweise stellt die Erdkröte das wichtigste Beutetier dar, andernorts bilden Frösche, insbesondere Braunfrösche, die Nahrungsgrundlage. Auch Kleinsäuger, Fische und Vögel sowie Eidechsen und Wirbellose werden immer wieder gefressen. Mit der Größe der Nattern steigt auch die Größe ihrer Beutetiere: Jungschlangen fressen vor allem Molche, junge Froschlurche und kleinere Kaulquappen, große Ringelnatter-Weibchen ernähren sich vor allem von den großwüchsigen Erdkröten-Weibchen.
Größere Froschlurche werden von den Schlangen oft zunächst an einem, dann am anderen Hinterbein gepackt und nach und nach hinuntergeschlungen. Die Vorderbeine werden möglichst einfach nach vorne geklappt – wenn dies nicht gelingt, werden auch sie stückweise Richtung Kopf verschlungen. Die Beute wird optisch anhand ihrer Bewegungen und insbesondere über ihren Geruch erkannt, der beim Züngeln an das Jacobson-Organ übertragen wird.

### Fortpflanzung und Entwicklung

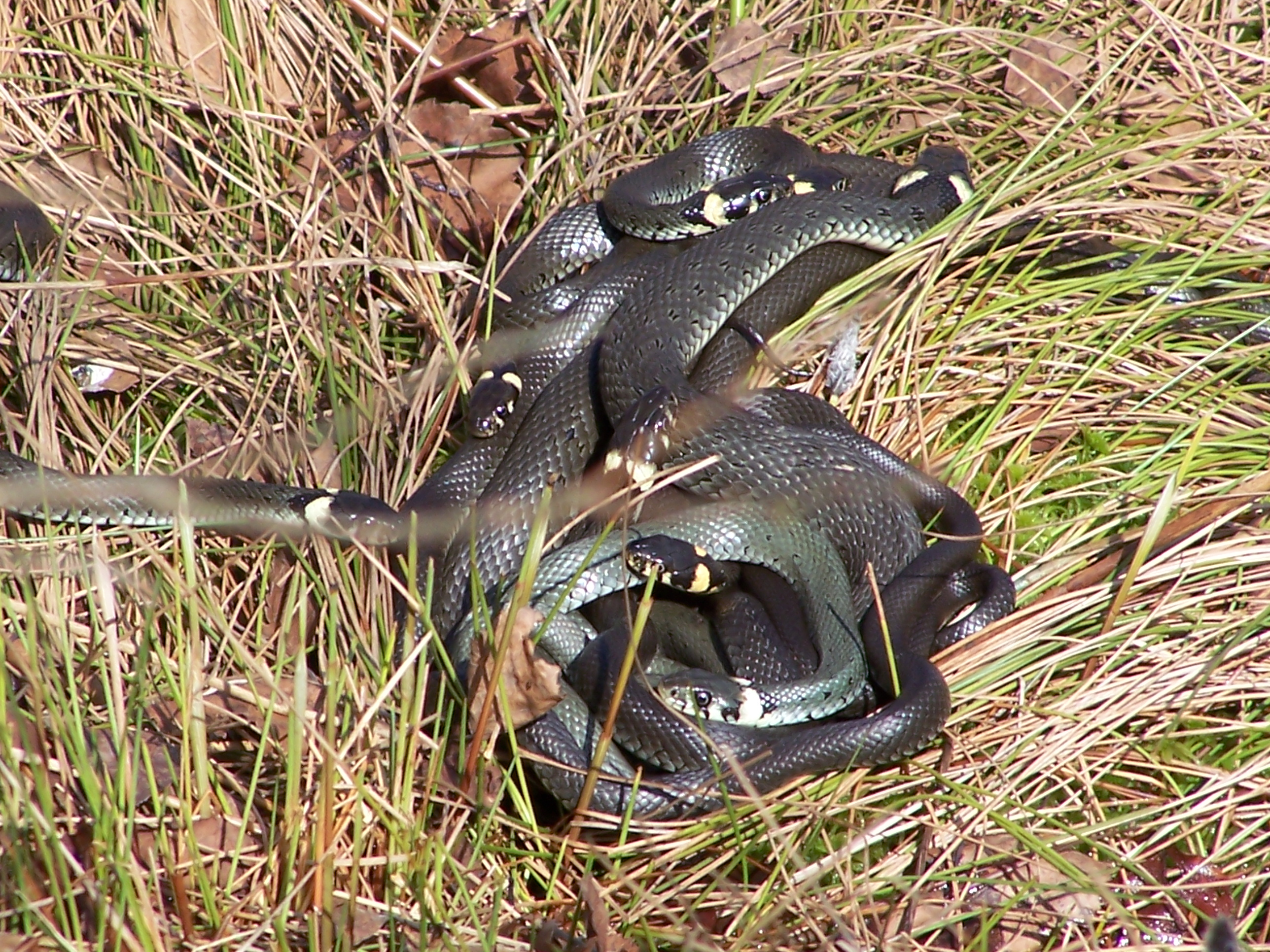
Paarungsgruppe

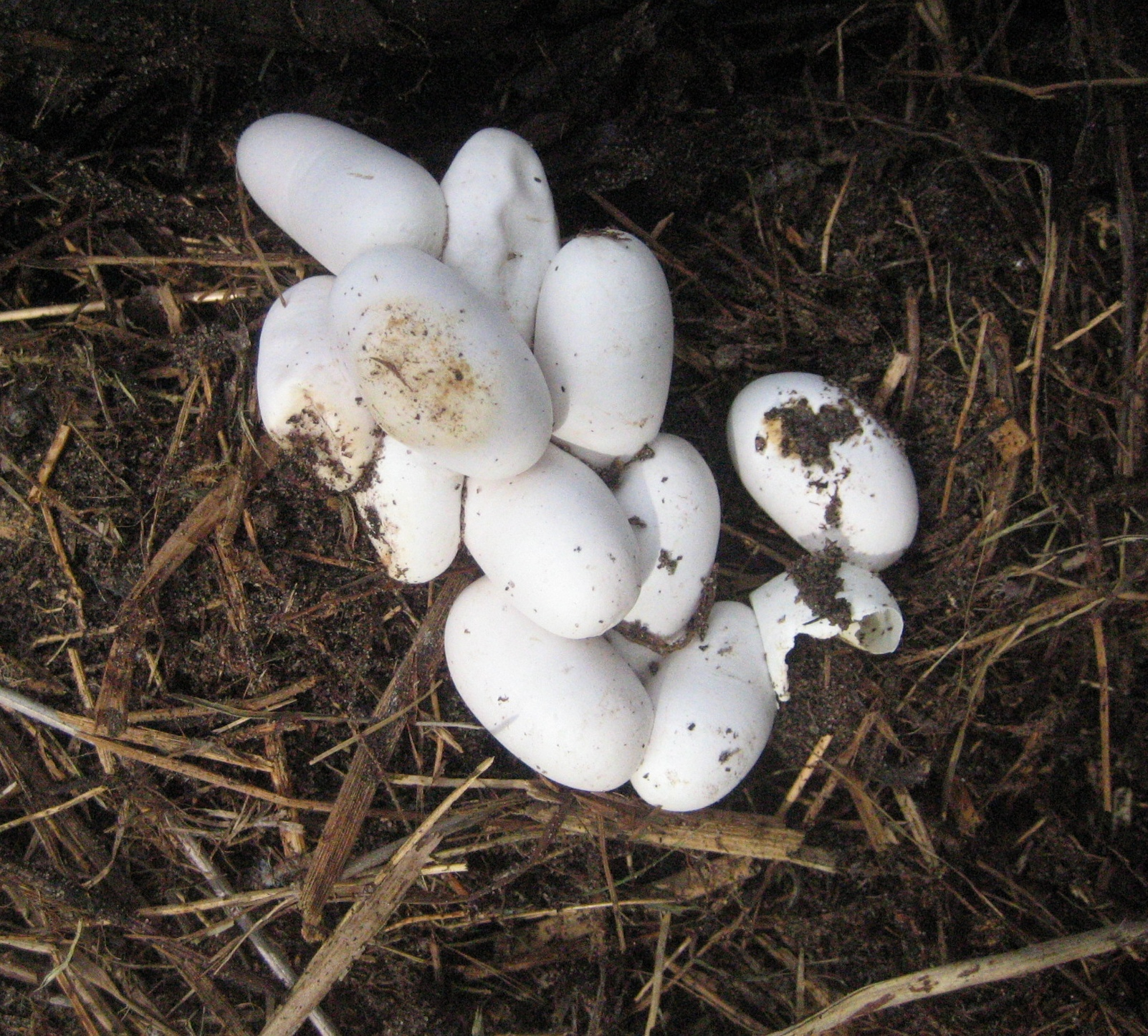
Gelege in Kompost

Zwischen Ende April und Ende Mai finden die meisten Paarungen statt. Die Männchen werden wahrscheinlich von Sexualpheromonen der Weibchen angelockt, teilweise werben mehr als 20 Männchen um ein Weibchen. Beißereien zwischen den Konkurrenten kommen dabei nicht vor. Die Männchen versuchen mit zuckenden Bewegungen, sich an das Weibchen zu schmiegen. Wenn dieses Vorspiel erfolgreich war, umwindet der Schwanz des Männchens das Hinterende des Weibchens, es presst seine  an die ihre. Ein Hemipenis dringt in die Kloake ein und schwillt dabei so stark an, dass er zunächst nicht wieder zurückgezogen werden kann. Bei Störungen wird der kleinere Partner (i. d. R. das Männchen) daher vom fliehenden Tier mitgeschleift. Die Kopulation kann mehrere Stunden andauern.
Die Eiablage erfolgt vor allem von Ende Juni bis Anfang August. Nach Möglichkeit legen die Weibchen die Eier in Substrate, in denen durch Verrottung organischen Materials Wärme frei wird, z. B. Mist-, Kompost- und Sägemehlhaufen, vermodernde Baumstümpfe, Binsen- und Schilfansammlungen. Teilweise wurden mehr als Tausend Eier gefunden, die in enger Nachbarschaft von verschiedenen Weibchen abgelegt worden waren.
Ein einzelnes Gelege umfasst häufig 10–30 Eier, die zu Klumpen verklebt sind. Die Eilänge beträgt in der Regel zwischen 23–40 mm, die Breite 13–20 mm. Die Masse liegt oft zwischen 4,5 und 5,5 g. Die Inkubationszeit kann bei Temperaturen von 28–30 °C nur 30–33 Tage betragen, sich aber bei ungünstigen Bedingungen über zehn Wochen oder mehr erstrecken. Entsprechend schlüpfen die Jungschlangen gewöhnlich zwischen Ende Juli und Ende September. Kopfbewegungen und der feine Eizahn am Schnauzenende helfen ihnen, die pergamentähnliche Eihaut von innen aufzuscheuern. Bei Störungen können sich halb ausgeschlüpfte Schlänglein wieder in die Eihaut zurückziehen.
Im Zusammenhang mit deren Wachstum steht die regelmäßige Häutung der Schlangen. Bläulich-grau eingetrübte Augen sind Vorzeichen baldiger Häutung, verursacht durch die Ausschüttung proteolytischer Enzyme zwischen der alten, äußeren– und der neuen, sich erweiternden inneren Haut. Die Sehbehinderung lässt die Nattern sich verkriechen und die Kopfhaut mit den trüben Linsen aufscheuern. In diesem Stadium kann man Ringelnattern mit aufstehender Kopfhaut begegnen, was wahrscheinlich der Ursprung der sagenhaften «Krönchennatter» ist. Bleibt sie damit beim Kriechen an einem Hindernis hängen, wird es ihr möglich, an einem Stück aus ihrer alten Haut zu schlüpfen, wie wir einen Strumpf vom Bein streifen. Entsprechend sind in ihren Biotopen auch ganze Natternhäute («Natternhemden») samt Augenkalotten und der ganzen Schildervielfalt zu finden. Die vorerst noch dehnbare, neue Haut erscheint in frischen, kontrastreichen Farben.

### Flucht- und Abwehrverhalten
Ringelnattern sind sehr scheu, bei Störungen versuchen sie zu fliehen. Ist eine Flucht nicht möglich, lassen sie ihren Körper größer erscheinen (durch Aufblähen oder Abflachen), dabei kann der Vorderkörper aufgerichtet oder gebogen sein. Auch ein Aufrollen der Schlangen und Pendelbewegungen wurden als Abwehr beobachtet. Es folgen Zischen und Kopfstöße (Scheinbisse) in Richtung des Angreifers. Wirkliche Bisse kommen äußerst selten vor und sind für Menschen und Haustiere nicht bedrohlich. Gelegentlich wurde bei Menschen neben offensichtlich allergischen Reaktionen auch von akuten Schwellungen und Verfärbungen gebissener Bereiche berichtet, die nicht mit einer allergischen Reaktion zusammenhängen. Sie hängen wohl mit den Sekreten der Duvernoyschen Drüsen zusammen, Schmerzen traten jedoch keine auf.
Werden sie festgehalten, versuchen sich Ringelnattern durch heftiges Winden zu befreien, eine Entleerung des stark stinkenden Sekrets der Postanaldrüsen kommt dabei regelmäßig vor. Nicht selten ist ein Totstellen (Akinese/Thanatose) zu beobachten. Hierbei liegt die vollkommen schlaffe Ringelnatter mit geöffnetem Maul auf dem Rücken, teilweise tritt sogar etwas Blut aus dem Maul hervor.

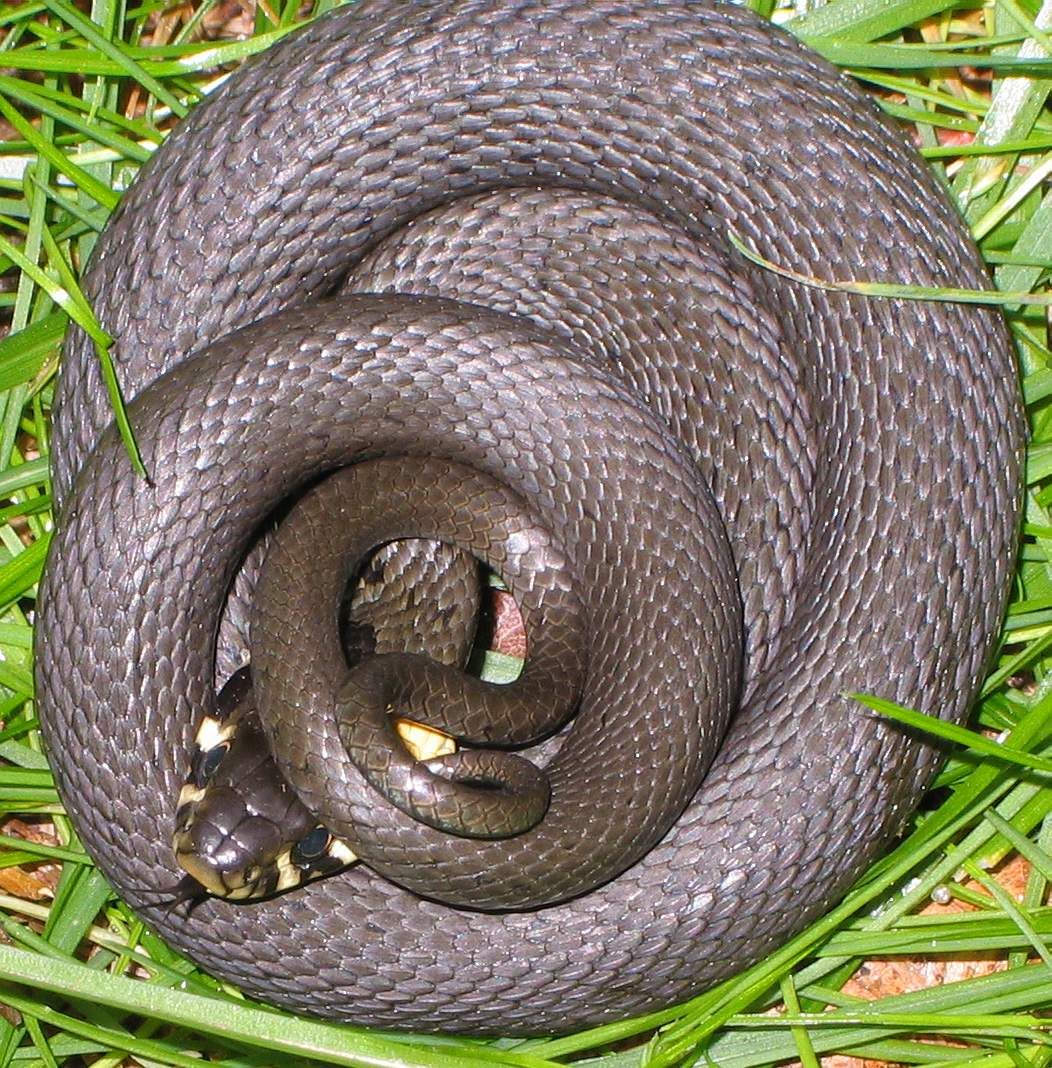
Natrix n. natrix, die Nominatform der Ringelnatter

## Verwandtschaftsverhältnisse und Unterarten
Nach aktuellem Kenntnisstand umfasst die Gattung Natrix fünf bis sechs Arten. Neben der Typusart Ringelnatter (N. natrix) werden bereits seit längerer Zeit die Würfelnatter (N. tessellata) und die Vipernatter (N. maura) anerkannt. Die Iberische Ringelnatter (N. astreptophora) galt lange Zeit als Unterart der Ringelnatter, erhielt jedoch Anfang 2016 Artstatus, da sie genetisch und morphologisch deutlich von der Ringelnatter unterschieden werden kann und Hybriden sehr selten sind. Die westlich des Rheins lebende Barrenringelnatter (Natrix helvetica) wurde 2017 als eigene Art anerkannt.
Der Artstatus von Natrix megalocephala (Großkopf-Ringelnatter) gilt als fraglich. Bei allen allgemein anerkannten Arten ist die intraspezifische Taxonomie nicht abschließend geklärt.
Anhand phänotypischer Merkmale wurden zunächst 14 Unterarten von N. natrix beschrieben, von denen in der Onlinedatenbank Reptile Database im September 2020 noch 8 gelistet werden. Die Sardische Ringelnatter (Natrix h. cetti) auf Sardinien und die Korsische Ringelnatter (Natrix h. corsa) auf Korsika gelten heute als Unterarten der Barrenringelnatter.

## Gefährdung und Schutz
Ringelnattern sind in gewässerreichen Lebensräumen häufig, da Amphibien vielerorts ihre Nahrungsgrundlage darstellen. Durch Entwässerung von Feuchtgebieten, Regulierung von Fließgewässern, Verlust von Überschwemmungsbereichen sowie Umbruch von Grünland, Trockenlegung von Mooren, Verlust von Kleingewässern und Intensivierungen der Teichwirtschaft werden Lebensräume der Ringelnatter vernichtet. Die Isolierung und Segmentierung von Lebensräumen stellt ebenfalls eine Gefahr dar. Ringelnattern werden zu Opfern des Verkehrs (Kraftfahrzeuge, auch Fahrräder). Saumbiotope, unfruchtbares Ödland und Waldlichtungen als Lebensraum, Eiablageplätze und verbindendes Habitatelement werden durch Intensivierungen der Land- und Forstwirtschaft und Flurbereinigungen immer seltener. Zudem werden noch immer Ringelnattern aus Schlangenhass oder -furcht erschlagen.
Im Sommer 2017 wurde erstmals der pathogene Pilz Ophidiomyces ophiodiicola (Familie Onygenaceae) sowie die dadurch verursachte Hauterkrankung (Mykose) bei Ringelnattern in Großbritannien nachgewiesen. In einigen Fällen führten die Infektionen zum Tod der betroffenen Schlangen. Bislang ist wenig über den Pilz, seine Verbreitung sowie die Bedeutung für Schlangen bekannt und es bleibt zu klären, wo der Pilz herkommt und ob er eine Bedrohung für Schlangenpopulationen in Europa darstellen könnte. Da Pilzinfektionen bereits bei vielen Schlangenarten verschiedener Familien beschrieben wurden, ist zu vermuten, dass O. ophiodiicola vor weiteren europäischen Arten nicht Halt macht, wenn die Bedingungen nur günstig sind. Schlangen in feuchten Lebensräumen dürften stärker gefährdet sein als solche, die trockenere Lebensräume bevorzugen.
In Deutschland ist die Ringelnatter besonders geschützt und darf daher nicht belästigt, gefangen oder gar getötet werden. Zu Schutzmaßnahmen für Ringelnattern zählen die regelmäßige Neuanlage von Eiablageplätzen und die Schaffung von Amphibiengewässern; wesentlich ist/wäre die Sicherung und Wiederherstellungen von (vernetzten) Lebensräumen. Schutz- und Artenhilfsprogramme für Ringelnattern bestehen u. a. in Berlin, in Amsterdam und im Schweizer Kanton Luzern.
Gesetzlicher Schutzstatus (Auswahl)
- FFH-Richtlinie: Anhang IV (nur Unterarten N. n. cetti und N. n. corsa)
- Bundesnaturschutzgesetz (BNatSchG): besonders geschützt

Nationale Rote Liste-Einstufungen (Auswahl)
- Rote Liste Bundesrepublik Deutschland: 3 – gefährdet[27]
- Rote Liste Österreichs: NT (Gefährdung droht)[28]
- Rote Liste der Schweiz:

Unterart N. n. natrix: EN (entspricht: stark gefährdet)

## Ringelnattern in Mythen und Märchen
Die oft in der Nähe des Menschen und seiner Tiere lebenden Ringelnattern spielen in Sagen und Aberglauben eine positive Rolle. Dies steht in einem deutlichen Gegensatz zur Darstellung sonstiger Schlangen oder von Reptilien im Allgemeinen. Ringelnattern als „Hausschlangen“ galten als harmlos und wurden oftmals gerne gesehen, zumindest aber geduldet. Sie standen im Ruf, Glück und Segen zu bringen (Bayern, Schweiz, Österreich, Vogtland) und die kleinen Kinder und das Vieh zu beschützen (Harz).
Auch wurden die gelben Mondflecken im Nacken als goldene Schlangenkrone gedeutet. Deren Besitz sollte zu lebenslangem Glück verhelfen und das Hab und Gut mehren. Der „Raub der Schlangenkrone“ und auch das Verschenken der Krone durch die Schlange waren Thema vieler Sagen und Volkslieder. In manchen Märchen taucht die Ringelnatter unter der Bezeichnung Unke auf (Märchen von der Unke).
Noch heute gilt die Ringelnatter als Schutzpatronin der Bewohner des Spreewaldes, zu dessen Kulturgut die Sage vom „Schlangenkönig“ zählt. Die Giebelspitzen alter Spreewaldhäuser zeigen oftmals stilisiert dargestellte gekreuzte Schlangenköpfe, die eine Krone tragen.
In Märchen tranken die Hausschlangen gerne Milch, oftmals gemeinsam mit Kindern aus einer Schüssel. Ihre häufigen Beobachtungen in Ställen (Wärme, Beutetiere) verleiteten zu der Annahme, dass sie auch Kühe melken. Bei den Balten wurden Ringelnattern verehrt und mit Milch gefüttert. Die Zaltones (von Litauisch žaltys ‚Ringelnatter’) waren bei den Litauern Schlangenbeschwörer.